# دير مار أليشاع
دير مار أليشاع أو دير مار اليشع القديم هو في الأصل مغارة تقع في اللحف الشمالي لأعالي وادي قاديشا، تحت مدينة بشري. في عام 1315 اتّخذها أساقفة بشري الموارنة مركزاً لهم، ثم قطنه الكرمليون في عام 1643.ثم تسلمته الرهبانية اللبنانية المارونية في عام 1696 حيث قام المؤسسون الثلاثة جبرائيل حوا، عبد الله قراعلي، ويوسف البتن بتوسيعه وإلحاقه بمدرسة مجانية، حيث يلقّن طلّابها اللغتين اللغة السريانية واللغة العربية.